# Slavenopstand

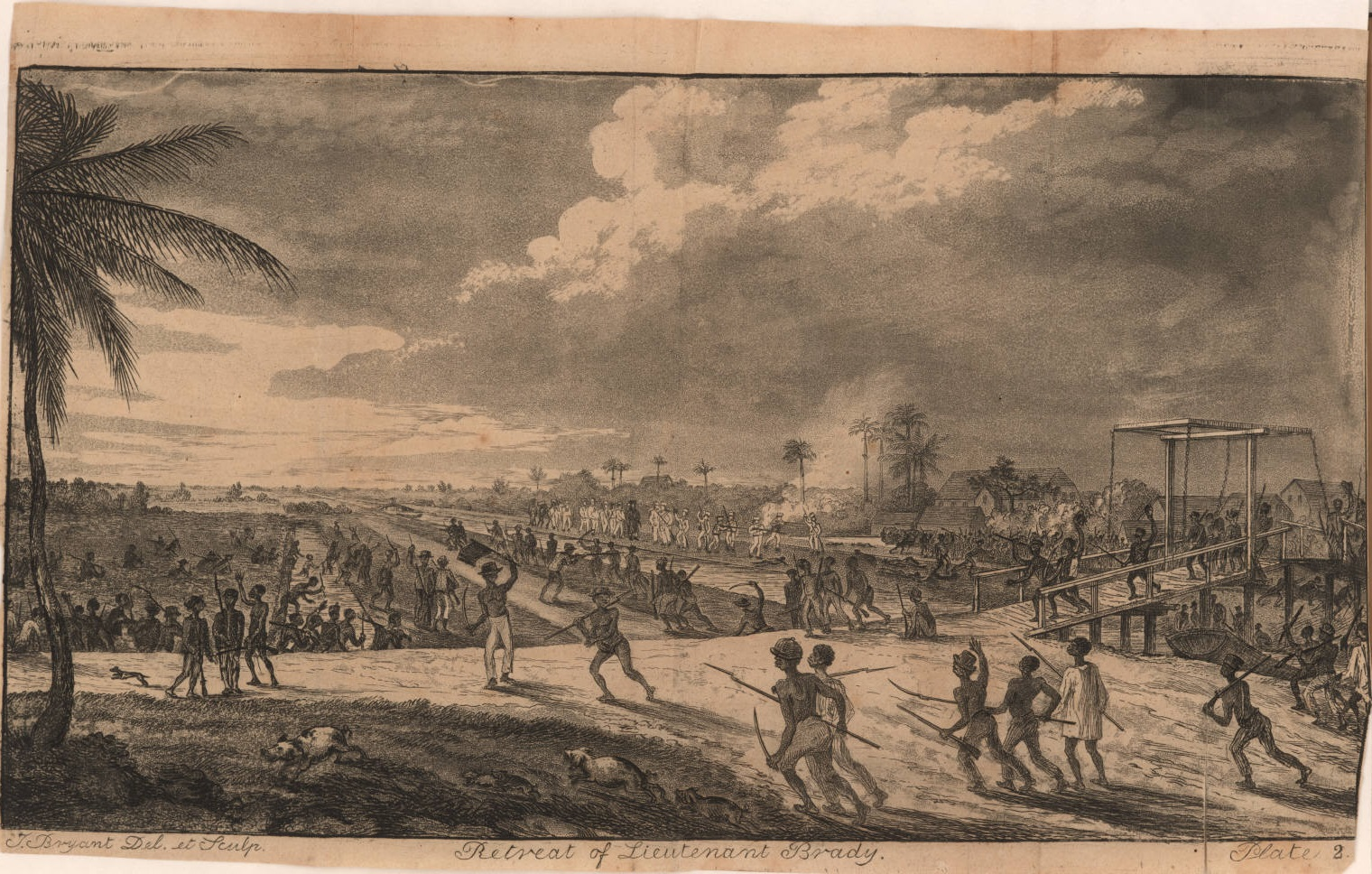
Slavenopstand in Demerara in 1823

Slavenopstand is een poging van een groep slaafgemaakten om zich door middel van gewelddadig verzet te bevrijden uit hun positie in slavernij.
Voorbeelden daarvan in de Nederlandse context :
- Curaçaose slavenopstand van 1716
- Curaçaose slavenopstand van 1750
- De Tempati-opstand in 1757 in Suriname o.l.v. Boston Bendt
- Opstand op de Meermin (slavenschip) in 1759
- Slavenopstand van Berbice in 1763 onder aanvoering van Cuffy
- Opstand op de Vigilante (slavenschip) in 1780
- Curaçaose slavenopstand van 1795 onder aanvoering van Tula
- Slavenopstand op Aruba in 1795 onder aanvoering van Thico
- Slavenopstand in Demerara in 1823 o.l.v. Quamina Gladstone[1]
- De Java-oorlog van 1825 tot 1830 o.l.v. Diponegoro
- Slavenopstand op Bonaire in 1834 o.l.v. Martis di Katalina Janga[2]
- Slavenopstand op Sint Eustatius in 1848 o.l.v. Thomas Dupersoy
- Opstand hindoestaanse contractarbeiders in 1884 o.l.v. Janey Tetary